# Tersandro (hijo de Sísifo)
En la mitología griega Tersandro (en griego Θέρσανδρος) fue uno de los cuatro hijos varones que tuvo Sísifo y que solo cita Pausanias. Sus hermanos fueron por lo tanto Glauco, Ornitión y Almo.
Unos dicen que Tersandro fue padre de dos hijos: Haliarto y Corono, epónimos respectivamente de los pueblos de Haliarto y Coronea. Otros añaden también a Preto, cuya hija Mera murió virgen.